# Siphanthera hostmannii
Siphanthera hostmannii là một loài thực vật có hoa trong họ Mua. Loài này được Cogn. miêu tả khoa học đầu tiên năm 1883.